# ペイ・ド・ラ・ロワール地域圏
ペイ・ド・ラ・ロワール地域圏（ペイ・ド・ラ・ロワールちいきけん、Pays de la Loire）は、フランス西部に位置し、大西洋に面する地域圏である。ペイ・ドゥ・ラ・ルワールとも。

## 行政区画
| 名称                                          | 人口(人)  | 州都/主府/本部                              | 備考     |
| --------------------------------------------- | --------- | ------------------------------------------- | -------- |

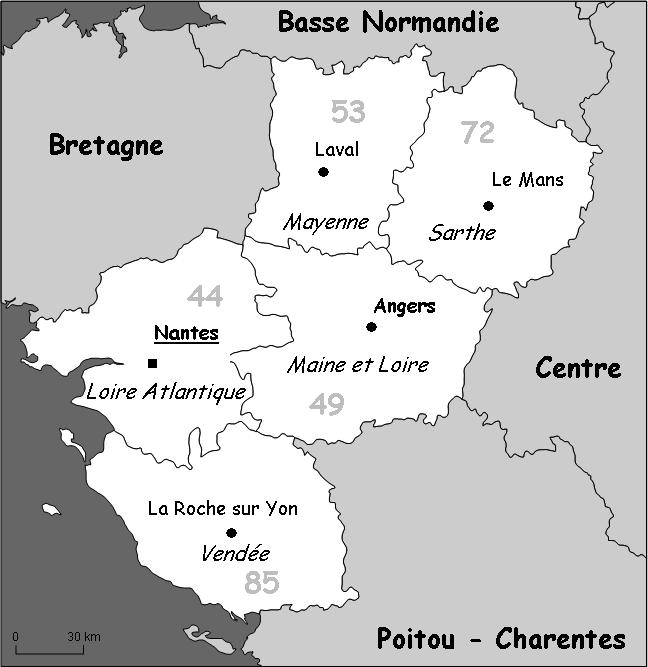
数字は県番号

| ロワール＝アトランティック県 Loire-Atlantique | 1,192,000 | ナント Nantes                               | 県番号44 |
| メーヌ＝エ＝ロワール県 Maine-et-Loire         | 753,000   | アンジェ Angers                             | 県番号49 |
| マイエンヌ県 Mayenne                          | 296,000   | ラヴァル Laval                              | 県番号53 |
| サルト県 Sarthe                               | 543,000   | ル・マン Le Mans                            | 県番号72 |
| ヴァンデ県 Vendée                             | 577,000   | ラ・ロッシュ＝シュル＝ヨン La Roche-sur-Yon | 県番号85 |

## 歴史
ペイ・ド・ラ・ロワール地域圏は、1972年、複数の旧州の再編成によって誕生した。北西部・ナント周辺は隣接するブルターニュ地域圏と同様にケルト（ブルトン）文化の影響を強く受けている。自動車工業や精密機械工業、石油化学工業などが盛んである。
ナントを中心とするロワール＝アトランティック県周辺は、ナントが『ナオネト（Naoned）』というブルトン語名を持つように、古くからブルターニュ（ケルト）の文化が根付いた地域である。にも拘らずブルターニュ地域圏と分断されているのは、かつて地域圏を再編する際社会的に同規模のナントとレンヌが互いに地域の中心を自負して仲たがいする事により、地域圏全体の整合性や統一性が損なわれる事態を避けるためだったと言われている。また、ナント周辺がブルターニュ地域圏に編入されると残りのロワール川流域の地域が周辺と比べて社会的に小規模となってしまう事を防ぐ目的や、ナントをフランス西部有数の拠点・産業都市として発展させるためのバックヤード（後背地）としてロワール川下流域の県をナントに管轄させる目的があったとも言われている。そのためか現在でも、ナント周辺では他のペイ・ド・ラ・ロワール地域圏内自治体よりもむしろレンヌやヴァンヌなどといったブルターニュ方面に親近感や仲間意識を感じる住民も少なくない。
現在ではナントは市域人口でフランス第6位、都市圏人口で第7位のフランスを代表する都市として着実に発展を続けている。また地域圏内第2都市であるル・マンは冶金・自動車製造業・電子機器工業が主要産業となり、地域圏全体でフランス有数の工業地域となっている。

## 地理
ペイ・ド・ラ・ロワール地域圏の名称は、この地域圏を流れ大西洋に注ぐロワール川に由来する。また、北部にはサルト川、ユイヌ川など。

## 都市
- ル・マン
- ラヴァル
- アンジェ
- ラ・ロッシュ＝シュル＝ヨン